# Hand Shakers
Hand Shakers (ハンドシェイカー?, Hando Sheikā) è una serie televisiva anime prodotta da GoHands e diretta da Shingo Suzuki e Hiromichi Kanazawa, trasmessa in Giappone dal 10 gennaio al 28 marzo 2017. Una trasposizione letteraria in formato light novel, edita da Media Factory sotto l'etichetta MF Bunko J, è stata pubblicata dal 25 gennaio al 25 aprile 2017.

## Personaggi
Tazuna (タヅナ?) / Tazuna Takatsuki (高槻 手綱?, Takatsuki Tazuna)
Doppiato da: Sōma Saitō
Koyori (コヨリ?) / Koyori Akutagawa (芥川 小代理?, Akutagawa Koyori)
Doppiata da: Sumire Morohoshi
Riri (リリ?) / Riri Hōjō (北条 璃々?, Hōjō Riri)
Doppiata da: Ai Kayano
Masaru (マサル?) / Masaru Hōjō (北条 勝?, Hōjō Masaru)
Doppiato da: Ayumu Murase
Chizuru (チヅル?) / Chizuru Mitsudera (三津寺 千鶴?, Mitsudera Chizuru)
Doppiata da: Sumire Uesaka
Hayate (ハヤテ?) / Hayate Azuma (東 颯?, Azuma Hayate)
Doppiato da: Kaito Ishikawa
Kodama (コダマ?) / Kodama Awaza (阿波座 こだま?, Awaza Kodama)
Doppiata da: Mikako Komatsu
Hibiki (ヒビキ?) / Hibiki Moriyama (盛山 響?, Moriyama Hibiki)
Doppiato da: Tomokazu Sugita
Break (ブレイク?, Bureiku)
Doppiato da: Jun Fukuyama
Bind (バインド?, Baindo)
Doppiata da: Yōko Hikasa

## Media

### Anime
Annunciato il 20 marzo 2016, il progetto anime originale è stato ideato per celebrare il trentesimo anniversario dei negozi di articoli su personaggi anime della catena Animate. La serie televisiva, diretta da Shingo Suzuki e Hiromichi Kanazawa e prodotta dallo studio di animazione GoHands in collaborazione con Frontier Works e Kadokawa, è andata in onda dal 10 gennaio al 28 marzo 2017. Le sigle di apertura e chiusura sono rispettivamente One Hand Message degli OxT e Yume miru ame (ユメミル雨?) di Akino Arai. In tutto il mondo, ad eccezione dell'Asia, gli episodi sono stati trasmessi in streaming in simulcast, anche coi sottotitoli in lingua italiana, da Crunchyroll. Un episodio OAV, incentrato sul passato di Koyori e Makihara, è stato pubblicato il 26 luglio 2017.

#### Episodi
| Nº  | Titolo originale      | In onda          | In onda |
| Nº  | Titolo originale      | Giapponese       |         |
| 1   | Conductor to Contact  | 10 gennaio 2017  |         |
| 2   | Lead by Red           | 17 gennaio 2017  |         |
| 3   | Blade and Dagger      | 24 gennaio 2017  |         |
| 4   | Live Lab              | 31 gennaio 2017  |         |
| 5   | Meet Yet              | 7 febbraio 2017  |         |
| 6   | Emperor of Fortune    | 14 febbraio 2017 |         |
| 7   | Festival and Carnival | 21 febbraio 2017 |         |
| 8   | Sing a Sonic          | 28 febbraio 2017 |         |
| 9   | Finally Fairy         | 7 marzo 2017     |         |
| 10  | Kitten Kitchen        | 14 marzo 2017    |         |
| 11  | Cocoon Cocoon         | 21 marzo 2017    |         |
| 12  | Shake the Hands       | 28 marzo 2017    |         |
| OAV | Go ago Go             | 26 luglio 2017   |         |

### Light novel
Una serie di light novel basata sull'anime, scritta da Tamazō Yanagi e illustrata da Takayuki Uchida, è stata pubblicata sotto l'etichetta MF Bunko J di Media Factory dal 25 gennaio al 25 aprile 2017.
| Nº | Data di prima pubblicazione | Data di prima pubblicazione | Data di prima pubblicazione |
| Nº | Giapponese                  | Giapponese                  |                             |
| -- | --------------------------- | --------------------------- | --------------------------- |
| 1  | 25 gennaio 2017             | ISBN 978-4-04-068490-1      |                             |
| 2  | 25 aprile 2017              | ISBN 978-4-04-069181-7      |                             |